# مونا فستولد
مونا فستولد (انگلیسی: Mona Fastvold؛ زادهٔ ۷ مارس ۱۹۸۱) بازیگر، کارگردان اهل نروژ است.
از فیلم‌ها یا برنامه‌های تلویزیونی که وی در آن نقش داشته‌است می‌توان به زن دیگر اشاره کرد.

## فیلم‌شناسی

### کارگردان
- دنیایی که می‌آید - ۲۰۲۰